# Het Schouw
Het Schouw ou 't Schouw est un hameau néerlandais situé dans la région du Waterland, au nord de Amsterdam. Il est notamment situé au bord du canal de la Hollande-Septentrionale, au croisement des communes de Landsmeer, Waterland et Amsterdam. Administrativement, il est rattaché à ces trois municipalités.